# Анналисты
Аннали́сты (лат. annales (от annus — год) — летопись, хроника) — историки, описывавшие события в хронологической последовательности, по годам. Термин введён в научный оборот исследователями литературы нового времени. Первоначально он относился к римским историкам периода III—I вв. до н. э.. Позже его стали использовать и в ряде других случаев.

## Римские анналисты
Определение относится к римским историкам периода III—I вв. до н. э. Их принято разделять на три группы. Старших (III — первая половина II вв. до н. э.), средних (вторая половина II в. до н. э.) и младших (первая половина I в. до н. э.). Иногда среднюю и младшую группы объединяют.

### Старшие
Старшие анналисты писали по-гречески, ориентируясь на образцы эллинистической историографии. Выбор языка определялся отсутствием латинской литературной традиции, в которой, хотя и имелась поэзия, но не хватало прозы и, главное, читателей. Их произведения создавались с расчетом на образованные слои эллинистического общества, которым римляне хотели изложить основы римской государственности и римскую интерпретацию событий. Работы старших анналистов, в своём большинстве, основывались на документальных источниках, таких как фасты, анналы, семейные хроники, мемуары. Учитывались и личные наблюдения. В целом, такая практика обеспечивала достоверность описаний.
Первым из римских старших анналистов считается Квинт Фабий Пиктор, автор «Анналов», написанных на древнегреческом. Он изложил римскую историю от времён мифического Энея до конца 2-й Пунической войны (201 до н. э.). К плеяде старших также относятся Цинций Алимент, Гай Ацилий Глабрион и др.
Хронологически последним из старших является Марк Порций Катон. Им написаны «Начала» (Origines), сочинение в семи книгах. Деятельность Катона совпала с эпохой решающих побед римлян на Балканском полуострове. В связи с этим выросло их национальное самосознание, и хроники на греческом языке перестали удовлетворять общественным потребностям. «Начала» стали первой исторической работой на латинском язык. По утверждению Корнелия Непота, название сочинения получено по содержанию второй и третьей книг, посвящённых зарождению разных городов Италии. До нашего времени дошли лишь отдельные фрагменты этой работы. А вообще Марк Порций рассказал о шести столетиях после основания Рима, вплоть до своей смерти в 149 году до н. э.

### Средние и младшие
Вслед за Катоном, современные и последующие ему анналисты второй половины II в. до н. э. также перешли на латинский язык. Первым из них стал Люций Кассий Гемина. К этой же группе анналистов относятся такие как Кальпурний Пизон Фруги, Квинт Фабий Максим Сервилиан, Гней Геллий, Семпроний Тудитан, Гай Фанний.
Отметим, что из них Гней Геллий первым перешёл от сжатой манеры изложения к пространному рассказу. Его произведение состояло по меньшей мере из 97 книг. А первым, использовавшим элементы риторики, стал Луций Целий Антипатр. Им создана монография о 2-й Пунической войне, где, например, отправка римской армии в Африку описывалась в выражениях: «От крика воинов птицы падали на землю, и столько народу взошло на корабли, что казалось, будто в Италии и в Сицилии не осталось ни одного смертного».
Следующее, более младшее поколение анналистов, жившее в первой половине I в. до н. э., попало под ещё более сильное влияние греческой риторики. Стремясь популяризировать свои труды за счёт большей занимательности, они оживляли сухость старых хроник, не стесняясь прибегать к выдумкам. Желая скрыть неудачи Рима, из патриотических соображений шли на прямые фальсификации: поражения превращали в победы или, по крайней мере, снижали их размеры. Они рассматривали свои труды как литературу и форму участия в общественной жизни. Поэтому в их работах присутствует детальное изображение событий вплоть до речей и даже мыслей героя. Когда героев не хватало, они рождались фантазией. Ну, а смерть героя наступала, когда этого требовал драматический эффект, а не реальный ход событий.
Подобные методы младших анналистов привели к сильным искажениям римской истории, и особенно её ранних периодов. Это оказало негативное влияние на римскую историографию, так как именно младшие анналисты были главным источником для последующих историков, таких как Ливий, Дионисий и Плутарх. А это, в свою очередь, существенным образом повлияло и на наши современные представления.
К младшим анналистам, среди прочих, обычно относятся:
- Фенестелла, создавший «Летописи» (Annales). Судя по сохранившимся фрагментам, он принадлежал к числу историков, желавших привлечь читателей сообщениями разного рода любопытных фактов из общественной и частной жизни, иногда, по-видимому, поступаясь исторической достоверностью. Но в его трудах есть и чисто практические сведения: о делении дней на праздники и будни, о стоимости водопровода, о ношении золотых колец, о тканях для тоги и т. п.. Труд Фенестеллы пользовался большой известностью.
- Квинт Клавдий Квадригарий, написавший 22 книги исторического произведения, охватывающего период с нашествия галлов (390 г. до н. э.) до смерти Суллы (78 г. до н. э.). На него часто ссылается Ливий.
- Валерий Анциат, современник Суллы, создавший более 70 книг. Анциат известен многочисленными выдумками, преувеличенными цифрами и т. п., использованными главным образом ради прославления рода Валериев. Анциат также был одним из главных источников Ливия.
- Гай Лициний Макр, современник Цицерона. Как историк интересен ссылками на архивные материалы, которые он называет «льняные свитки» (libri lintei). Они хранились в храме Юноны Монеты, и в них якобы содержались списки магистратов. Если это так, то информация ценна тем, что свидетельствует о наличии в Риме государственного архива уже в эпоху республики. Кроме того, Макр стремился к рационалистическому толкованию мифов[5]. В частности, он предположил, что Ромула и Рема вскормила не волчица (lupa), а жена пастуха Фаустула по имени Акка Ларентия. Её за лёгкое поведение считали проституткой, что в латинском языке обозначается тем же словом — lupa[6]:34.

Последним римским анналистом стал Квинт Элий Туберон, помпеянец, участник битвы при Фарсале. Его труд охватил период с древнейших времен до гражданской войны Цезаря с Помпеем.

### Труды римских анналистов
До нашего времени сочинения римских анналистов дошли в незначительных и разрозненных фрагментах. Они иногда переиздаются в специализированных сборниках. Одной из наиболее известных подобных книг является работа Германа Питера (нем. Hermann Peter), впервые опубликованная в 1870 (I том) и 1906 (II том) годах.
Имеются и современные издания. Например, трёхтомник Мартина Шасиньета (фр. Martine Chassignet) — «Римские летописцы» (L'Annalistique romaine), сборник Эдварда Кортни (англ. Edward Courtney) — «Отрывки из римских поэтов» (The Fragmentary Latin Poets), книга Хенрика Меера (Heinrich Meyer) — «Отрывки из римских ораторов» (лат. Oratorum Romanorum Fragmenta).
Кроме того, ссылки на работы анналистов и даже цитаты, встречаются в трудах более поздних по отношению к ним авторов, например, у Плутарха или Тита Ливия.

## Саксонский анналист
Саксонский анналист (лат. Annalista Saxo) — принятое в исторической науке условное название автора анонимной средневековой компилятивной хроники, описывающей историю сначала Франкского государства, а затем Священной Римской империи в период с 741 по 1139 год. Он получил своё прозвание по главной, интересовавший его теме — истории Саксонии.

## Торнский анналист
Торнский анналист (лат. Annalista Torunensis) — написанное на латинском языке историческое сочинение XV в. Охватывает период с 941 по 1410 гг. Содержит сведения по истории Тевтонского ордена и соседних стран.

## Анналисты школы «Анналов»
Анналисты школы «Анналов» — приверженцы исторического направления, основанного Люсьеном Февром и Марком Блоком. Среди них обычно выделяют четыре поколения. Их историческая школа, формировалась вокруг журнала «Анналы». Она оказала значительное влияние на развитие мировой историографии XX века.